# Mesochorus flammeus
Mesochorus flammeus är en stekelart som beskrevs av Dasch 1974. Mesochorus flammeus ingår i släktet Mesochorus och familjen brokparasitsteklar. Inga underarter finns listade i Catalogue of Life.